# Grim Sleeper
Als Grim Sleeper wurde in den Medien ein Serienmörder bezeichnet, der in der Gegend von Los Angeles mindestens 10 Menschen ermordet haben soll. Am 6. Juni 2016 sprach eine Geschworenen-Jury Lonnie David Franklin Jr. (* 30. August 1952; † 28. März 2020), dessen DNS-Spuren an 10 Mordopfern gefunden worden waren, in allen Fällen schuldig und sprach sich für die Todesstrafe aus. Diese wurde durch das Gericht am 10. August 2016 verhängt. Die Vollstreckung des Urteils war durch die Aussetzung der Todesstrafe in Kalifornien im Jahr 2019 nicht möglich. Franklin starb am 28. März 2020 in seiner Zelle im Todestrakt von San Quentin State Prison.

## Tatzeitraum
Als Tatzeiträume werden 1985 bis 1988 und 2002 bis 2007 vermutet. Die dem Täter zugerechneten Opfer waren afro-amerikanische Frauen, die drogenabhängig waren und meist als Prostituierte arbeiteten. Die Bezeichnung Grim Sleeper rührt von der Zeitlücke von 13 Jahren („Schläfer“) bei den zugeordneten Mordfällen her und ist eine Anspielung auf den Ausdruck „Grim Reaper“, mit dem im Englischen der Sensenmann bezeichnet wird.
Durch die Analyse von DNS-Spuren konnten 10 Frauenmorde aus den vergangenen Jahrzehnten im Großraum Los Angeles ein und demselben Täter zugeordnet werden. Ein Opfer, die 30-jährige Enietra „Margette“ Washington, überlebte den Angriff am 20. November 1988 und konnte den Täter als 25- bis 35-jährigen Afroamerikaner beschreiben. Möglicherweise war diese partielle Täterbeschreibung der Grund dafür, dass dieser anschließend 13 Jahre lang nicht erneut auffällig wurde.

## Aufklärung und Verurteilung
Die Polizei verhaftete am 7. Juli 2010 Lonnie David Franklin Jr., damals 57 Jahre alt, unter dem dringenden Verdacht, der Täter zu sein. Grundlage waren Untersuchungen von DNS-Spuren. Franklins Sohn saß als verurteilter Straftäter im Gefängnis und den Ermittlern waren Ähnlichkeiten seines DNS-Profils mit dem des gesuchten Grim Sleepers aufgefallen. Dadurch kamen sie dem Vater auf die Spur. Um an ein DNS-Profil von Franklin zu kommen, sammelte ein als Kellner getarnter Polizist Besteck und ein angebissenes Stück Pizza in einem Restaurant, das Franklin besuchte, ein. Darauf basierend wurde eine DNS-Analyse angefertigt, die Übereinstimmung mit dem Täterprofil ergab und zur Verhaftung Franklins führte.
Im Haus des Verdächtigen in großer Zahl gefundene Fotos wurden veröffentlicht, um mögliche weitere Opfer zu identifizieren.
Am 5. Mai 2016 wurde Franklin Jr. von einem US-Geschworenengericht wegen des Mordes an neun Frauen und einem Mädchen für schuldig befunden. Am 6. Juni 2016 forderte eine Geschworenen-Jury in allen 10 Fällen die Verhängung der Todesstrafe.
Die formale Urteilsverkündung wurde auf den 10. August 2016 festgesetzt. Am 10. August 2016 folgte das Gericht der Empfehlung der Jury und verurteilte Lonnie David Franklin in allen 10 Fällen jeweils zum Tode. Am 13. März 2019 erklärte Gouverneur Gavin Newsom die Aussetzung der Todesstrafe in Kalifornien und die sofortige Schließung der Hinrichtungsstätte im San Quentin State Prison.
Am 28. März 2020 wurde Lonnie David Franklin leblos in seiner Zelle aufgefunden.

## Opfer
Folgende Opfer konnten Lonnie David Franklin Jr. als Grim Sleeper nachweislich zugeordnet werden, wobei dieser aber auch noch in anderen Mordfällen bzw. möglichen Mordfällen im Verdacht steht. Die 30-jährige Enietra Margette Washington, welche am 20. November 1988 im Gramercy Park in Los Angeles angegriffen wurde, ist die einzige bestätigte Überlebende. Sie nahm eine Mitfahrgelegenheit von Franklin an, bevor er in eine Gasse fuhr, wo er ihr in die Brust schoss und sie liegen ließ, weil er sie für tot hielt.
- Die 21-jährige Sharon Alicia Dismuke, welche am 15. Januar 1984 tot in South Park, Los Angeles, aufgefunden wurde.[13]
- Die 29-jährige Debra Ronette Jackson, welche am 10. August 1985 in einer Gasse in der Nähe der West Gage Avenue in Vermont-Slauson, Los Angeles, mit drei Einschüssen in die Brust gefunden wurde.[14]
- Die 35-jährige Henrietta Wright, welche am 12. August 1986 in einer Gasse in der Nähe des 2500er Blocks der West Vernon Avenue im Hyde Park, Los Angeles, tot unter einer weggeworfenen Matratze aufgefunden wurde.[15]
- Die 23-jährige Barbara Bethune Ware, welche am 10. Januar 1987 tot im Block 1300 der East 56th Street in Central-Alameda, Los Angeles, aufgefunden wurde.[16]
- Die 26-jährige Bernita Rochelle Sparks, welche am 15. April 1987 tot in einer Mülltonne im Block 9400 der South Western Avenue in Gramercy Park, Los Angeles, aufgefunden wurde.[17]
- Die 26-jährige Mary Katherine Lowe, welche am 31. Oktober 1987 tot im Block 8900 der Western Avenue in Gramercy Park, Los Angeles, aufgefunden wurde.[18]
- Die 22-jährige Lachrica Denise Jefferson, welche am 30. Januar 1988 tot im Block 2000 des West 102nd Place in Westmont, Los Angeles County, aufgefunden wurde.[19]
- Die 28-jährige Inez Elizabeth Warren, welche am 15. August 1988 angeschossen und bewusstlos in einer Gasse gefunden wurde und dann in einem nahe gelegenen Krankenhaus in Gramercy Park, Los Angeles, verstarb.[20]
- Die 18-jährige Monique Alicia Alexander, welche am 11. September 1988 tot in einer Gasse in der Nähe des 43rd Place und der Western Avenue am Vermont Square in Los Angeles aufgefunden wurde.[21]
- Die 15-jährige Princess Cheyanne Berthomieux, welche am 19. März 2002 erwürgt und geschlagen in einer Gasse in Inglewood, Kalifornien,  nackt in einem Gebüsch aufgefunden wurde.[22]
- Die 35-jährige Valerie Louise McCorvey, welche am 11. Juli 2003 tot auf der Denker Avenue zwischen der 108. und 109. Straße in Westmont, Los Angeles County, aufgefunden wurde.[23]
- Die 25-jährige Janecia Lavette Peters, welche am 1. Januar 2007 tot im Block 9500 der South Western Avenue in Gramercy Park, Los Angeles, mit einem Müllsack bedeckt aufgefunden wurde.[24]